# 和歌山県総務部
和歌山県総務部（わかやまけんそうむぶ）は和歌山県に置かれている知事直轄の部局である。

## 概要
1935年1月に内務部を廃止し、経済部とともに新設された。

## 職務
所掌
和歌山県部設置に関する条例（平成19年3月14日条例第3号）第2条に所掌事務が規定されている。
```
（部の分掌事務）
第2条 部の分掌事務は、次のとおりとする。
（1）総務部
一 職員に関する事項。
二 
議会
及び県の
行政
一般に関する事項。
三 県の
予算
、
税
その他の
財務
に関する事項。
四 
市町村
その他公共団体の行政一般に関する事項。
五 
防災
に関する事項。
六 条例の立案その他他部の主管に属しない事項。
```

## 組織

### 総務管理局
所掌
和歌山県行政組織規則（令和元年7月27日規則第42号）第10条に所掌事務が規定されている。
```
（主管局・主管課の所掌事務）
第10条 主管局又は主管課は、当該局又は課の所掌事務のほか、所属する部又は所管する課に係る次に掲げる事務を所掌する。
（1）予算の調整に関すること。
（2）重要施策の企画に関すること。
（3）事業計画の調整及び進行管理に関すること。
（4）部長印及び部の公用車の管理に関すること。
（5）部外及び他の各課室との連絡調整並びに部内の他課室又は所管する課の主管に属しないこと。
二 総務部総務管理局及び総務課においては総務部危機管理局及び同局各課に関する上記の2号、3号に関することの事務を所掌しない。
```

#### 総務管理局の組織構成
- 総務課
  - 政策企画班
  - 法務班
  - 情報公開班
- 人事課
- 財政課
  - 調整班
  - 企画班
  - 予算第一班
  - 予算第二班
- 税務課
- 市町村課
  - 振興班
  - 行政班
  - 財政班
  - 税政班
- 管財課

### 行政企画局

#### 行政企画局の組織構成
- 行政企画課
- 情報基盤課
- 行政管理課
  - 行政管理班

### 危機管理局

#### 危機管理局の組織構成
- 危機管理・消防課
- 防災企画課
- 災害対策課
- 和歌山県消防学校